# Ҷ
La Che con descendiente (Ҷ, ҷ, cursiva Ҷ, ҷ) es una letra del alfabeto cirílico, que se usa en lenguas no eslavas. Su forma viene de la Ч.

## Utilización y valor en elAFI
- Tayiko[2] (29.ª letra): Africada postalveolar sonora /d͡ʒ/, el sonido de la j inglesa.
- Abjasio (52.ª letra): Africada alveopalatal eyectiva /t͡ɕʼ/